# Louis Masi
Louis Masi, né le 17 avril 1868 à Le Grand-Saconnex dans le canton de Genève et mort le 26 juin 1924 à Chambesy du même canton, est un coureur cycliste suisse, professionnel de 1887 à 1892.

## Biographie
En 1885 et 1886, il commence sa carrière de cycliste en amateur au Bicycle Club de Genève.

## Palmarès
- 1887
  - Versoix-Céligny-Versoix
  - Bâle (sur piste)
  - Tour du lac Léman
  - 3e au Championnat du Haut-Rhône
- 1891
  - Championnat de l'Union Vélocipédique de la Suisse Romande
  - Tour du lac Léman
  - 3e de Paris-Dieppe-Paris
- 1892
  - Tour du lac Léman
  - Genève-Lyss-Berne-Genève
  - Versailles-Orly-Villeneuve-Saint-Georges-Melun-Versailles